# Ana Brnabić
Ana Brnabić (Kirin Serbia: Ана Брнабић, phát âm [âna bř̩nabit͜ɕ]; sinh ngày 28 tháng 9 năm 1975) là một chính trị gia người Serbia, là Thủ tướng Serbia kể từ ngày 29 tháng 6 năm 2017. Bà là người phụ nữ đầu tiên và là người đồng tính công khai đầu tiên nắm giữ chức vụ.
Bà trước đây là Bộ trưởng Bộ Hành chính công và Chính quyền địa phương Serbia  từ ngày 11 tháng 8 năm 2016 đến ngày 29 tháng 6 năm 2017, dưới thời Thủ tướng Aleksandar Vučić và Quyền Thủ tướng Ivica Dačić. Sau khi Vučić nhậm chức Tổng thống Serbia vào ngày 31 tháng 5 năm 2017, ông đã đề xuất Brnabić làm người kế nhiệm vào tháng 6.
Chính phủ của bà đã được bầu vào ngày 29 tháng 6 năm 2017 bởi đa số 157 trong số 250 thành viên của Quốc hội Serbia.
Năm 2018, Brnabić được tạp chí Forbes xếp hạng là người phụ nữ quyền lực thứ 91 trên thế giới và là nhà lãnh đạo chính trị và chính khách nữ quyền lực thứ 21.